# فريدريش ويلهلم فورستر
فريدريش ويلهلم فورستر (بالألمانية: Friedrich Wilhelm Foerster)‏ (و. 1869 – 1966 م) هو تربوي، وفيلسوف، وأستاذ جامعي، وناشط إسبرانتو، وسياسي ألماني، ولد في برلين، توفي في كيلكبيرغ، عن عمر يناهز 97 عاماً.

## جوائز وترشيحات
حصل على جوائز منها:

دكتوراه فخرية
ترشح لـ:
- جائزة نوبل للسلام (1964)[13]
- جائزة نوبل للسلام (1961)[13]
- جائزة نوبل للسلام (1956)[14]
- جائزة نوبل للسلام (1953)[14]
- جائزة نوبل للسلام (1952)[14]
- جائزة نوبل للسلام (1951)[14]
- جائزة نوبل للسلام (1934)[14]
- جائزة نوبل للسلام (1931)[14]
- جائزة نوبل للسلام (1930)[14]
- جائزة نوبل للسلام (1922)[14]
- جائزة نوبل للسلام (1911).[14]

## روابط خارجية
- فريدريش ويلهلم فورستر على موقع مونزينجر (الألمانية)